# 신예영 (농구 선수)
신예영(2003년 10월 26일 ~ )은 대한민국의 농구 선수이다. 한국여자프로농구(WKBL) 청주 KB 스타즈 소속으로 포지션은 가드이다.

## 경력
서울특별시 출신으로 숭의여고에서 주역으로 활약하며 2관왕을 이끌었으며 선일여고로 전학을 간 이후 2021년 8월 7일부터 15일까지 헝가리에서 열린 U19 여자 월드컵에서도 출전 시간 대비 팀내 최상위권 활약을 펼쳤다.
2021년 9월에 열린 2021-2022 WKBL 신입선수 선발회에서 1라운드 4순위로 청주 KB 스타즈에 지명되었다.